# Tocancipá
Tocancipá – miasto w Kolumbii, w departamencie Cundinamarca.